# Anna Bölling
Anna Katharina Bölling (* 1980 in Bad Oeynhausen) ist eine deutsche Verwaltungsbeamtin und seit September 2022 Regierungspräsidentin des Regierungsbezirks Detmold in Nordrhein-Westfalen. Zuvor war sie von November 2020 bis August 2022 Landrätin des in diesem Bezirk liegenden Kreises Minden-Lübbecke. Sie ist Mitglied der CDU.

## Leben
Nach dem Besuch des Ratsgymnasiums Minden studierte Bölling Politikwissenschaft und Geschichtswissenschaft an der Rheinischen Friedrich-Wilhelms-Universität Bonn. Dem 2005 abgeschlossenen Studium folgten verschiedene Tätigkeiten bei der Konrad-Adenauer-Stiftung nach, unter anderem in den Auslandsbüros Warschau (Polen) und Zagreb (Kroatien). Von 2009 bis 2011 leitete Bölling das Förderprogramm „Deutsche Minderheiten“ im Referat Integration und Medien des Institutes für Auslandsbeziehungen in Stuttgart. Danach arbeitete sie von 2011 bis 2017 als Referentin für Gesundheit, Soziales, Frauen, Familie und Kinder, Integration und Europa bei der CDU-Bürgerschaftsfraktion in der Bremischen Bürgerschaft. Von 2017 bis zu ihrer Wahl zur Landrätin im September 2020 war sie Sozial-Dezernentin beim Landkreis Uelzen in Niedersachsen.
Anna Bölling ist verheiratet und hat zwei Kinder.

## Wahl zur Landrätin
Bölling war Landratskandidatin der CDU Minden-Lübbecke bei den Kommunalwahlen in Nordrhein-Westfalen 2020 und erzielte mit 46,3 Prozent deutlich mehr Stimmen als der Zweitplatzierte Ingo Ellerkamp von der SPD (31,5 Prozent). Da keiner der insgesamt vier Kandidaten mehr als die Hälfte der gültigen Stimmen auf sich vereinigen konnte, fand zwei Wochen später eine Stichwahl zwischen Bölling und Ellerkamp statt. Bei dieser Stichwahl am 27. September 2020 wurde Bölling mit 63,7 Prozent der Stimmen als erste Frau Landrätin des Kreises Minden-Lübbecke. Sie folgte auf Ralf Niermann (SPD). Ende August 2022 legte sie das Amt nieder.
Am 1. September 2022 wurde Bölling zur Regierungspräsidentin des Regierungsbezirks Detmold ernannt. Sie folgte Marianne Thomann-Stahl nach.

## Politische Positionen
Die ersten Monate von Böllings Amtszeit als Landrätin waren durch  den Lockdown infolge der Covid-19-Pandemie dominiert, im Februar 2021 war sie hierzu Gast in der ZDF-Talkshow Markus Lanz, nachdem die Fallzahlen im Kreis Minden-Lübbecke ungewöhnlich schnell verringert worden waren.
In der regional kontrovers geführten Diskussion um eine Neubaustrecke Bielefeld–Hannover sprach sich Bölling gegen diese Idee und für einen Ausbau der Bestandsstrecke aus.